# Bandwagon (film, 2004)
Bandwagon je americký fiktivní dokumentární film z roku 2004. Režírovala jej Karri Bowman, která je taky spoluautorkou scénáře a ve snímku si zahrála jednu z hlavních rolí. Na film navazuje stejnojmenný internetový seriál (2011).
Nezávislý snímek, jenž byl natočen během dvou týdnů, měl premiéru 16. dubna 2004 na filmovém festivalu v kalifornském městě Newport Beach, na kterém také získal cenu Maverick Award.

## Děj
Příběh vypráví o setkání herečky Emmy Caulfield s lehce mentálně postiženou dívkou Tubie, která pracuje jako servírka. Spřátelí se s ní a s pomocí svých kolegů z branže jí pomáhá v její snaze se prosadit jako herečka.

## Obsazení
| Emma Caulfield   | Emma Caulfield           |
| Karri Bowman     | Tabitha „Tubie“ McTavish |
| Gannon Brousseau | Gannon                   |
| Elisa Donovan    | Elisa Donovan            |
| Tom Lenk         | Tom Lenk                 |
| Joss Whedon      | Joss Whedon              |
| Patrick Day      | Patrick Day              |
| David Fury       | David Fury               |